# Командный чемпионат Европы по легкоатлетическим многоборьям 2019
Командный чемпионат Европы по легкоатлетическим многоборьям 2019 года прошёл 6—7 июля на стадионе «Авангард» в Луцке (Украина). На протяжении двух дней 8 сильнейших сборных Европы боролись за победу в командном первенстве Суперлиги. Турниры в Первой и Второй лигах состоялись 5—7 июля в португальской Рибейра-Браве.
Каждая команда была представлена 4 мужчинами и 4 женщинами. Исключение составили Нидерланды, которые прислали на турнир только семиборок. Таким образом, на старт вышли 60 многоборцев. Лучшая сборная в командном зачёте определялась по сумме результатов 3 лучших мужчин и 3 лучших женщин.
На предыдущем турнире сборная России не была допущена к участию в связи с дисквалификацией из-за допингового скандала. Таким образом, она без борьбы потеряла место в Суперлиге и в 2019 году могла выступить в Первой лиге, причём только в случае восстановления прав национальной федерации. 9 июня 2019 года Совет ИААФ в очередной раз продлил отстранение российских легкоатлетов от международных стартов, таким образом, они вновь лишились права участия в командном чемпионате Европы по многоборьям.
Командный чемпионат Европы по многоборьям 2019 года стал последним в истории. Упразднение турнира было утверждено в апреле 2019 года на Совете Европейской легкоатлетической ассоциации. Комментируя это решение, European Athletics указала, что «командный чемпионат Европы больше не является важной частью подготовки многоборцев к крупнейшим международным соревнованиям, поэтому ресурсы, необходимые для его организации, лучше направить на другие цели».

## Результаты

### Командное первенство
| Место | Команда | Очки                                        | Общая сумма |
| ----- | --- | ------------------------------------------- | ----------- |
| 1     | Эстония · Майкель Уйбо · Кристьян Розенберг · Янек Ыйглане · Ристо Лиллеметс · Мари Клауп-Макколл · Ханна-Май Вайкла · Кристелла Юркатамм · Грит Шадейко | 8181 8033 7996 (7382) 5477 5168 5104 (DNF)  | 39959       |
| 2     | Беларусь · Виталий Жук · Юрий Еремич · Эдуард Михан · Андрей Кравченко · Юлия Роут · Диана Рабкова · Шарлота Паэглите · Мария Василевич                  | 8237 7680 7500 (7404) 5573 5372 5198 (5114) | 39560       |
| 3     | Великобритания · Джон Лейн · Эндрю Мёрфи · Льюис Чёрч · Бен Грегори · Кэти Стейнтон · Джоанна Роуланд · Эллен Барбер · Джессика Тэйлор-Джемметт          | 7726 7594 7422 (7233) 6029 5399 5263 (DNF)  | 39433       |
| 4     | Украина |                                             | 39220       |
| 5     | Испания |                                             | 38977       |
| 6     | Франция |                                             | 38905       |
| 7     | Швейцария |                                             | 35869       |
| 8     | Нидерланды |                                             | 17167       |

Курсивом выделены участники, чей результат не пошёл в зачёт команды

### Индивидуальное первенство
| Место | Атлет              | Страна         | Очки |
| ----- | ------------------ | -------------- | ---- |
| 1     | Виталий Жук        | Беларусь       | 8237 |
| 2     | Майкель Уйбо       | Эстония        | 8181 |
| 3     | Хорхе Уренья       | Испания        | 8073 |
| 4     | Кристьян Розенберг | Эстония        | 8033 |
| 5     | Янек Ыйглане       | Эстония        | 7996 |
| 6     | Аксель Юбер        | Франция        | 7743 |
| 7     | Джон Лейн          | Великобритания | 7726 |
| 8     | Пабло Тресколи     | Испания        | 7699 |
| 9     | Юрий Еремич        | Беларусь       | 7680 |
| 10    | Бастьен Озей       | Франция        | 7633 |

| Место | Атлет               | Страна         | Очки |
| ----- | ------------------- | -------------- | ---- |
| 1     | Дарина Слобода      | Украина        | 6165 |
| 2     | Кэти Стейнтон       | Великобритания | 6029 |
| 3     | Марейке Эсселинк    | Нидерланды     | 5905 |
| 4     | Ирина Рофе-Бекетова | Украина        | 5705 |
| 5     | Римма Буйненко      | Украина        | 5685 |
| 6     | Мишель Ауд          | Нидерланды     | 5669 |
| 7     | Кармен Рамос        | Испания        | 5643 |
| 8     | Анаэль Ньябеу Джапа | Франция        | 5636 |
| 9     | Анн ван де Вил      | Нидерланды     | 5593 |
| 10    | Юлия Роут           | Беларусь       | 5573 |

## Первая лига
Соревнования в Первой лиге состоялись 5—6 июля в португальской Рибейра-Браве.
| Место | Команда   | Общая сумма |
| ----- | --------- | ----------- |
| 1     | Чехия     | 40519       |
| 2     | Финляндия | 38212       |
| 3     | Польша    | 37319       |
| 4     | Италия    | 37130       |
| 5     | Швеция    | 36950       |
| 6     | Латвия    | 35057       |

## Вторая лига
Соревнования во Второй лиге состоялись 6—7 июля в португальской Рибейра-Браве.
| Место | Команда  | Общая сумма |
| ----- | -------- | ----------- |
| 1     | Бельгия  | 38165       |
| 2     | Ирландия | 35821       |
| 3     | Дания    | 34240       |
| 4     | Румыния  | 33260       |
| 5     | Турция   | 32292       |